# Pré-seletor
Pré-seletor é um dispositivo eletrônico que se conecta entre uma antena de rádio e um receptor de rádio. O pré-seletor é um filtro passa-banda que bloqueia sinais fora da frequência de sintonia, impedindo-os de passar da antena para o receptor de rádio, geralmente o pré-amplificador do receptor, que de outra, forma estaria diretamente ligado à antena.

## Finalidade
O pré-seletor melhora o desempenho de praticamente qualquer receptor, mas é especialmente útil para receptores com banda larga, que são propensas a sobrecarga, tais como scanners e receptores comuns de AM e de ondas curtas.
Um pré-seletor normalmente é ajustado para ter uma estreita largura de banda, centrada na freqüência de operação do receptor. O pré-seletor permite passar o sinal inalterado ou apenas levemente reduzido, da frequência em que está sintonizado, mas diminui ou elimina os sinais bilaterais de frequência, reduzindo ou eliminando as indesejáveis interferências. No entanto, o pré-seletor não remove interferências na própria frequência de sintonia em si.
Filtragem extra pode ser útil, pois o primeiro estágio de entrada dos receptores contém pelo menos um amplificador de rádio-frequência (RF), que tem capacidade limitada (banda dinâmica). A maioria dos pré-amplificadores de rádios amplifica todas as frequências de rádio vindas da conexão da antena. Assim, sinais fora de freqüência de sintonia constituem uma sobrecarga inútil no amplificador de RF. "Faixa dinâmica limitada " significa que os circuitos dos amplificadores têm um limite para o total de entrada de energia de RF que pode manipular sem sobrecarga, os sintomas dos quais são não-linearidade e, em última análise, corte.
Quando o pré-amplificador sobrecarrega, o desempenho do receptor é severamente reduzido, e em casos extremos, pode danificar o receptor. Em situações com ruídos ou bandas recortadas, ou onde há estações locais fortes, a faixa dinâmica do receptor pode ser rapidamente ultrapassada. Filtragem extra, pelo pré-seletor, limita a faixa de frequência e demanda de energia que são aplicados a todas as fases posteriores do receptor, carregando-o apenas com sinais dentro banda pré-selecionada.

### Pré-seletores multifuncionais
Um pré-seletor pode ser projetada de modo que, além de atenuar a interferência de frequências indesejáveis, execute outros serviços que podem ser úteis para um receptor: pode limitar a entrada de sinal de tensão para proteger um receptor sensível de danos causados por descarga estática, nas proximidades de picos de tensão e sobrecarga de perto de transmissores de sinais. Ele também pode incorporar um pequeno estágio de amplificador de rádio-frequência para aumentar o sinal filtrado, embora tipicamente a pré-amplificação não seja necessária. Nenhum dessas funcionalidades extra é uma parte necessária da pré-seleção.
Pré-amplificadores com antena sintonizável muitas vezes incorporam um pré-seletor inicial para melhorar seu desempenho. O dispositivo integrado é tanto pré-amplificador como pré-seletor. Essa ambiguidade, por vezes leva à confusão. Um pré-seletor passivo não tem potência em si e nenhum amplificador interno, e geralmente funciona muito bem com modernos receptores, com insignificante perda de sinal. Além disso, receptores e amplificadores não obtêm qualquer benefício de pré-seleção se eles são alimentados a partir de fonte de banda estreita, como uma pequena antena circular.

## Largura de banda versus força do sinal
Com todos os pré-seletores há alguma perda na frequência sintonizada; geralmente, a maior parte da perda é no indutor (bobina de ajuste). Ajustando-se o pré-seletor para banda de passagem menor (maior Q, maior seletividade) essa perda aumenta.
Maioria dos pré-seletores têm ajustes distintos para um indutor e (pelo menos) um capacitor. Assim, com pelo menos dois ajustes disponíveis para sintonizar apenas uma frequência, muitas vezes há uma variedade de ajustes que sintonizará o pré-seletor para uma frequência na metade de sua faixa.
Para largura de banda menor (maior Q), o pré-seletor é ajustado usando a mais alta indutância e a menor capacitância para a frequência desejada, com a maior perda. Isso requer retornar o pré-seletor mais vezes, enquanto se procura por sinais fracos, para manter a frequência de passagem do pré-seletor  alinhada com a frequência de trabalho do receptor.
Para a menor perda (e maior largura de banda), o pré-seletor é ajustado usando a mais baixa indutância e a mais alta capacitância (o menor Q, ou pelo menos a seletividade) para a frequência desejada. A maior largura de banda permite a interferência através de de frequências mais próximas, mas reduz a necessidade de reajustar o pré-seletor, no ajuste do receptor, uma vez que qualquer configuração de baixa indutância para o pré-seletor passará perto de frequências próximas.

## Pré-seletor versus sintonizador de antena
Apesar de um pré-seletor ser colocado no mesmo local, como um sintonizador de antena, ele serve a um propósito diferente: um sintonizador de antena liga duas linhas com diferentes impedâncias de sinal e apenas bloqueia frequências fora de sintonia incidentalmente (se ele bloqueia qualquer, na totalidade).
Um sintonizador de antena corresponde transmissor de impedância para impedância de linha de alimentação,  de modo que a potência do sinal do transmissor de rádio sem problemas transferências para cabo de alimentação da antena ; um sintonizador corretamente ajustado impede que a potência transmitida seja refletida de volta para o transmissor (corrente de 'retorno'). Alguns circuitos sintonizadores de antena podem tanto ajustar a impedância como pré-selecionar, por exemplo, o sintonizador de capacitores série paralelo (SPC), e a maioria dos circuitos para a linha equilibrada podem ser ajustados para funcionar, também, como filtros passa-banda.
Alguns tipos mais simples de sintonizadores de antena  que não são circuitos de de banda de passagem também podem fornecer limitada pré-seleção: A rede "T" (agora comum) é um filtro "passa-alta", e pode ser ajustada para alto Q operativo, que irá bloquear frequências abaixo da freqüência de operação, e pode atenuar as frequências acima da frequência de operação em até 20 dB. A rede complementar 'π' é passa-baixa, e pode ser também ajustada para bloquear frequências acima da frequência sintonizada e o máximo de 20 dB de atenuação abaixo da frequência sintonizada.